# Василатий, Иван Демьянович
Иван Демьянович Василатий — молдавский советский хозяйственный, государственный и политический деятель, Герой Социалистического Труда.

## Биография
Родился в 1913 году в селе Чобручи. Член КПСС с 1944 года.
Участник Великой Отечественной войны. С 1952 года — на хозяйственной, общественной и политической работе. В 1946—1974 гг. — агроном, председатель колхоза имени Ленина Слободзейского района Молдавской ССР.
Указом Президиума Верховного Совета СССР от 15 февраля 1957 года присвоено звание Героя Социалистического Труда с вручением ордена Ленина и золотой медали «Серп и Молот».
Избирался депутатом Верховного Совета Молдавской ССР 2-го, 3-го, 4-го и 5-го созывов.
Умер после 1985 года.